# 金鑠
金鑠（1912年4月18日—1986年1月12日），號大成，生於中國遼寧省，為滿族。歷史學者，曾任教於國立成功大學歷史系。

## 經歷
金鑠祖父曾任戶部侍郎。父親早年逝世，在外祖父家遼寧省新民縣設籍，由母親金張蘭芳扶養長大。八歲時入小學，民國十八年（1929年）考入遼寧省立第一師範，就讀期間加入中國國民黨。1931年考入東北大學，由於發生九一八事變，因此流亡北平，錯過就學機會。在流亡北平時就讀收容東北青年的東北學院，由於金鑠的國民黨員身分，與掌握該校的青年黨及民社黨員對立。在校期間曾參加中華青年抗日救國團，發動鼓吹抗日及募集勞軍的工作。1934年秋考入國立東北大學文科。1941年，東北大學自陝西遷校到四川省三台縣，金鑠考入文科研究所歷史部門。畢業於該科，獲得碩士學位。
1945年日本戰敗後，金鑠攜眷返回瀋陽，任教於東北大學歷史系，兼任國立長白師範學院教授。隨著國共內戰爆發，長白師範學院播遷，金鑠也隨著從撫順到北平、廣州，最後經澎湖到臺北。
1949年來台後金鑠曾任國立編譯館特邀編審，並繼任中華民國空軍軍官學校教授、海軍官校教授等職。1961年被空軍軍官學校聘為文史系系主任。1969年轉任省立成功大學（後改為國立成功大學）歷史系教授，曾教授西洋上古史、中國通史及中國近代史等科。曾多次發表文章在《成大歷史學報》、《東北文獻》等期刊。
1985年7月31日，金鑠自成功大學退休。
金鑠自1984年下半年起身體開始不適，後確認是肝病，在台南養病。1985年12月昏迷，在長子金溥聰護送下住入台北馬偕醫院。1986年1月12日上午7時，金鑠因心臟衰竭病逝於台北馬偕醫院。

## 家庭
- 金鑠大哥名肇承泰，「肇姓」源自滿族入關以建國肇始者自居，除了愛新覺羅本姓外，另以「肇」作漢姓。至於金鑠改姓「金」則是因為滿洲國建立後，許多滿人興奮不已，於是命其子弟們取「金」作姓，因為「愛新」即金之意。[1]
- 金鑠的夫人劉繁蔚是四川人，東北大學中文系畢業，其父母世居四川自貢市。1942年與金鑠在四川三台縣結婚。因家人反對而私奔回滿洲。[4]來台後曾任教於中央空軍官校與臺南中華醫專。2009年1月8日逝世。[5]

- 金鑠育有五女一子，長子金溥聰曾任台北市副市長、中國國民黨祕書長及國安會秘書長，原配楊秀芬，美國德州理工大學會計碩士。長女金珮璐，婿房德功，從事教職；次女金爽，曾任教國立台北商專，婿胡開憲；三女金島，曾任教逢甲大學，婿蔡明輝；四女金堅，婿焦中和，成大畢業，曾任職美國工程公司；五女金雲，婿高尚。

## 皇族身份爭議
據稱金鑠出身滿清皇族爱新觉罗氏，鑲黃旗，本名載樞。但沒有族譜可資証明，是否屬於滿清皇族血統，引起外界懷疑。其子金溥聰自稱只是從父親口中得知，本人無法確認自己的祖先血緣，也未宣稱是溥儀的族弟，這部分只能由歷史學者考證。

## 傳記及參考資料
- 王大任，〈金教授鑠（大成）先生事略〉，《東北文獻》十六卷三期，1986年3月。